# Australian Indoor Championships 1986
LAustralian Indoor Championships 1986 è stato un torneo di tennis giocato cemento indoor del Sydney Entertainment Centre di Sydney in Australia. Il torneo fa parte del Nabisco Grand Prix 1986. Si è giocato dal 13 al 20 ottobre 1986.

## Campioni

### Singolare maschile
Boris Becker ha battuto in finale  Ivan Lendl con il punteggio di 3–6, 7–6, 6–2, 6–0

### Doppio maschile
Boris Becker /  John Fitzgerald hanno battuto in finale  Peter McNamara /  Paul McNamee con il punteggio di 6–4, 7–6